# Pero diana
Pero diana là một loài bướm đêm trong họ Geometridae.